# Eubrachyura
Eubrachyura è una sezione di crostacei decapodi brachiuri.

## Tassonomia
A questa sezione appartengono due sottosezioni:
- Heterotremata
- Thoracotremata

'